# FC Angoulême

Vereinslogo von 2005 bis 2020

Der Angoulême Charente Football Club ist ein französischer Fußballverein aus Angoulême, der Hauptstadt des französischen Départements Charente.
Gegründet wurde der ACFC 1920 als SC Angoulême; diesen Namen trug der Klub bis 1925, dann nannte er sich AS des Charentes. Von 1948 bis 1992 spielte er als AS Angoulême; diese Zeit war seine erfolgreichste, die ihn sogar bis in einen europäischen Wettbewerb führte. 1992 bis 2005 hieß der Verein AS Angoulême-Charente 92 und nach einem wirtschaftlich begründeten Zwangsabstieg aus der vierten Liga nahm er seinen heutigen Namen an.
Die Vereinsfarben der Angoumois sind Blau und Weiß; die Ligamannschaft spielt im 1935 eingeweihten Stade Camille-Lebon, das eine Kapazität von 6.500 Plätzen aufweist. Der Verein spielt in der vierten Liga (National 2).

## Ligazugehörigkeit
Profistatus hat Angoulême 1945–1948 und 1965–1984 besessen. Erstklassig (Division 1, seit 2002 in Ligue 1 umbenannt) spielte der Klub von 1969 bis 1972; in der Saison 2012/13 tritt er nur noch in der sechstklassigen Division d’Honneur an. Die AS Angoulême war derjenige Verein, der dem 1. FC Saarbrücken (als FC Sarrebruck) 1948/49 ungewollt zu dessen einjährigem Gastspiel in der zweiten französischen Liga verhalf, weil die ASA in dieser Saison keine Mannschaft für den Profiligabetrieb zusammenbekam.

## Erfolge
- Französischer Meister: Fehlanzeige, bisher beste Platzierung Rang 4 (1969/70)
- Französischer Pokalsieger: bisher Fehlanzeige (aber Halbfinalist 1947, 1967, 1968, 1979)
- Messestädte-Pokal-Teilnahme: 1970/71

## Bekannte Spieler und Trainer
| - Jacques Favre (Trainer 1966–1968) - Marc-Antoine Fortuné - Yvon Goujon - Angelo Grizzetti (Spieler 1945–1947, Trainer 1965/66 und 1970–1972) - Gérard Grizzetti, Zweitliga-Rekordtorschütze einer einzelnen Saison (55 Treffer 1968/69) - Gilbert Le Chenadec | - Oscar Muller - Steve Savidan - Henri Skiba - Andrzej Szarmach (Trainer 1991–1995) - Georg Tripp - Philippe Troussier |